# Kawasaki A1 Samurai
La Kawasaki A1 Samurai, chiamata anche Kawasaki 250 A1 Samurai, Samurai A1 250 o semplicemente 250 Samurai, è una motocicletta prodotta dalla casa motociclistica giapponese Kawasaki Heavy Industries Motorcycle & Engine, dal 1966 al 1971.
Introdotta sul mercato nel 1967, successivamente arrivò un'altra versione A1SS Samurai dotata di doppio scarico montato sul lato sinistro.

## Descrizione e tecnica

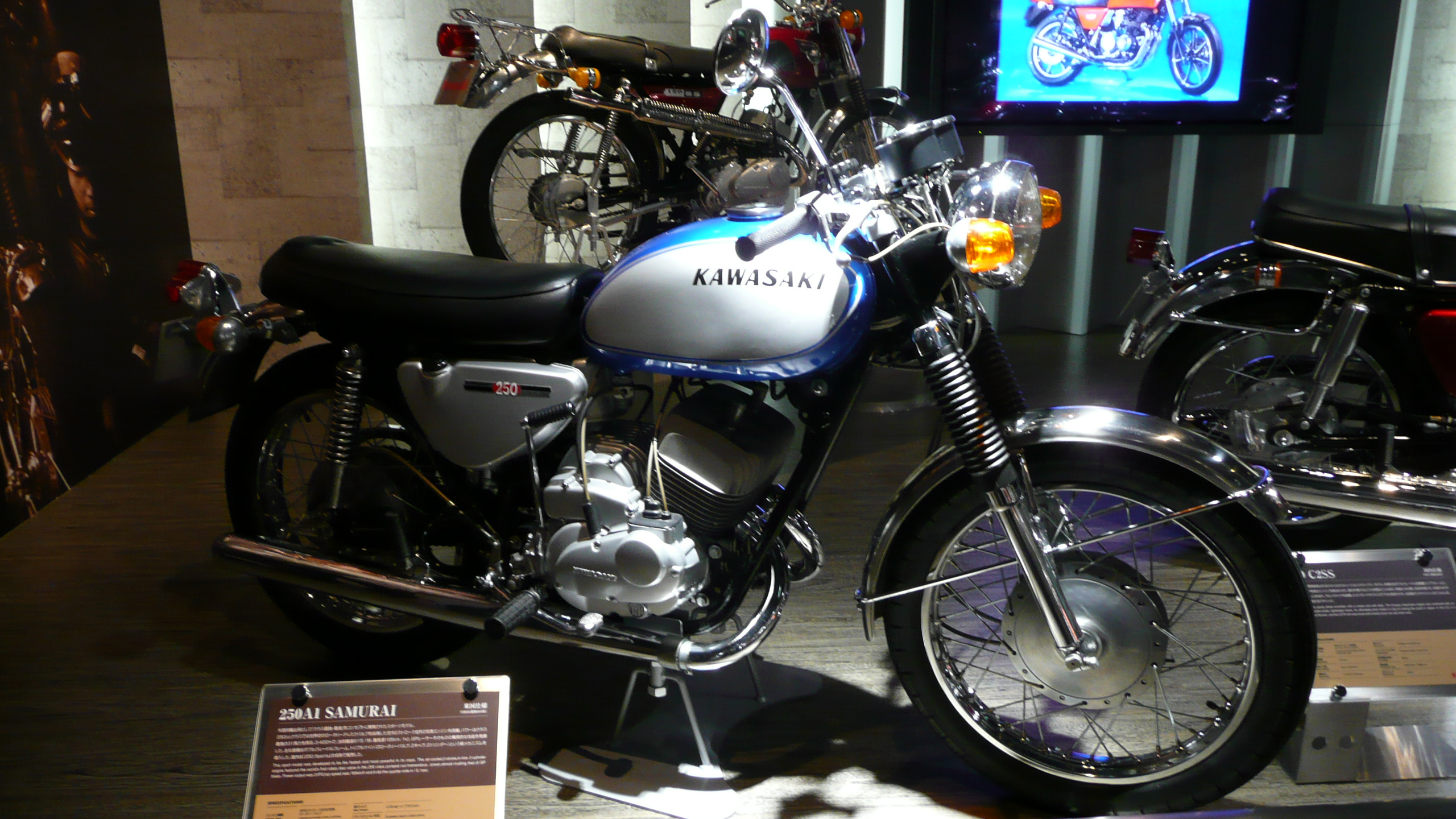
A1 Samurai

La moto era spinta da un motore bicilindrico parallelo dalla cilindrata di 247 cm³ (alesaggio e corsa: 53,0 mm x 56,0 mm) a due tempi raffreddato ad aria, avente doppia valvola rotativa (tra le prime motociclette di serie ad adottare tale sistema), con lubrificazione separata realizzata mediante un sistema denominato Superlube, con olio che veniva iniettato direttamente nel collettore d'aspirazione.
L'alimentazione avveniva attraverso un filtro dell'aria posto sotto la sella e mediante due carburatori Mikuni VM da 22 mm situati sul lato sinistro e destro del motore, in linea con l'albero motore. I carburatori erano racchiusi da coperchi fissati al carter. Il motore produceva circa 31 CV (23,1 KW) a 8000 giri/min.
Il telaio era a tubi e travi in acciaio, coadiuva da una forcella telescopica all'avantreno mentre al retrotreno c'era un forcellone a due bracci. Il sistema frenante era costituito da un freno a tamburo duplex da 180 mm davanti, e da uno simplex sempre da 180 mm dietro.